# Kabinenparty
Kabinenparty é uma canção de 2010 do rapper austríaco Skero com Joyce Muniz. Ela atingiu a posição n.1 nas paradas austríacas, e foi indicada ao Amadeus Austrian Music Awards como canção do ano. No Brasil, ela ganhou notoriedade por ter usado o sampler da música Popozuda Rock'n'Roll, do DeFalla.